# Desmodium filiforme
Desmodium filiforme är en ärtväxtart som beskrevs av Heinrich Zollinger och Alexandre Moritzi. Desmodium filiforme ingår i släktet Desmodium och familjen ärtväxter. Inga underarter finns listade i Catalogue of Life.